# Druga balkanska vojna
Druga balkanska vojna je bil kratek vojaški spopad med nekdanjimi zavezniki iz prve balkanske vojne, in sicer med Bolgarijo na eni strani in Grčijo ter Srbijo na drugi strani. Slednjima državama sta se pridružili še Romunija in Črna gora; Osmansko cesarstvo je izkoristilo nastali položaj in samostojno napadlo Bolgarijo, da bi ponovno dobilo vsaj del v prvi balkanski vojni izgubljenih ozemelj. Razlog za vojno je bilo predvsem bolgarsko nezadovoljstvo z razdelitvijo ozemelj po prvem balkanskem spopadu.
Spor je neuspešno z arbitražo hotela rešiti Rusija, ker ni želela spopada med dvema svojima balkanskima zaveznicama, tj. Srbijo in Bolgarijo.

## Začetek spopadov
Že med pogajanji je prihajalo na spornih območjih do incidentov, ki pa so se z nenadnim napadom bolgarske vojske preko reke Bregalnice v noči na 30. junij 1913 razvili v novo vojno.
V bitki na reki Bregalnici (30. junij – 7. julij) so srbske enote uspele odbiti bolgarski napad, Grki pa so v nekaj spopadih v okolici Strumice in planine Belasice zaplenili del bolgarskega topništva.

## Vstop Romunije in Osmanskega cesarstva v vojno
Bolgari so 5. julija organizirali uspešen napad na srbske enote (bitka pri Kalimanciju). Srbi so se zato pričeli umikati proti Pirotu in Nišu, kjer so hoteli organizirati obrambo. Zaradi nenadnega vstopa Romunije v vojno pa so se bolgarske enote pričele umikati, saj severna bolgarska meja ni bila dobro branjena. Zato so Srbi ponovno zasedli izgubljena ozemlja po bitki pri Kalimanciju. Romunija se je navkljub avstro-ogrskemu nasprotovanju vmešala v vojno. Imela je namreč nerešeno vprašanje z Bolgarijo glede Dobrudže. Zaradi bolgarskih sil, ki so bile zaposlene s spopadi na zahodnem in južnem delu države, so romunske enote skoraj zavzele Sofijo. Padec bolgarskega glavnega mesta je preprečil nemški cesar.
13. julija pa so Bolgare napadli še Osmani. Njihove enote so prešle razmejitveno črto Enos – Midija ter že čez devet dni zasedle slabo branjen Edirne (blg. Odrin). Sočasno se je odvijal tudi grško-bolgarski spopad pri kraju Kresna.

## Premirje in mirovni sporazum
Zaradi izgubljene vojaške situacije je bila Bolgarija prisiljena zaprositi za premirje. Vojaški spopadi so bili končani 31. julija opoldne, torej po mesecu dni. Mirovni sporazum po drugi balkanski vojni je bil podpisan 10. avgusta 1913 v Bukarešti. Predvideval je novo ozemeljsko razdelitev, in sicer je Romunija dobila Južno Dobrudžo, Vardarska Makedonija je pripadla Srbiji, Egejska Makedonija pa Grčiji, Bolgarija je izgubila del Zahodne Trakije (ozemlje je pripadlo Grčiji).
Bolgarija in osmanska država sta sklenili poseben mirovni sporazum, ki je Osmanom prinesel korekturo meje v Vzhodni Trakiji; med drugim so ponovno dobili Odrin z zaledjem.